# Svatyně aiki
Svatyně aiki (合気神社 - Aiki Jinja) je svatyně postavená Moriheim Uešibou v Iwamě na počest božstev aikido.  (Jinja je japonský výraz pro svatyni.) Mezi svatyně patří Ibaraki dódžo (tréninková hala).
Mezi 42 kami zakotvených v rámci svatyně aiki patří: strážní bohové Moriheie Uešiby, Saruta Hiko no Ookami, Kunicu Ryuoh Kuzuryu, Daigongen, Tajikarao no mikoto, Amenomurakumo Kukisamuhara Ryuoh, Ketsumi Wa Mikoeng Dato Oogoni, Mikuoh Da, Mikuoh Dato Oogeni no bosatsu, a další.
První část budovy svatyně (Honden nebo „Okuden“ s božstvy aikido) byla dokončena koncem podzimu 1943.  Druhá větší část (Haiden) byla postavena před Hondenem v roce 1962. Obě části byly renovovány správcem Morihiro Saitoem v letech 2001-2002 se souhlasem Došua Moriteru Uešiby . Tato renovace také zahrnovala plot zřízený kolem areálu a kámen s řezbami „Aiki Jinja“, které navrhl Seiseki Abe, mistr obou: kaligrafie a Aikido, který byl také učitelem kaligrafie Moriheie Uešiby. V areálu svatyně byla vztyčena velká socha zakladatele aikido, která byla odhalena 8. listopadu 2009. Přebytečný materiál z tohoto pomníku byl použit na výrobu busty zakladatele, která byla odhalena na nově zrekonstruované stanici Iwama dne 24. července 2012.
Brána Torii a Honden byly poškozeny během velkého zemětřesení v Tohoku.  Relativně nezraněný Haiden byl používán pro trénink aikido, zatímco dojo bylo nepoužitelné.
Když byl Morihei Uešiba naživu, jednou za měsíc předsedal původně malému náboženskému obřadu v Aiki Jinja zvaném Cukinamisai (月並み祭), který trval až hodinu. Kamidanu zdobila nabídka ovoce, zeleniny a ryb . Později se uvnitř dojo konala malá párty s uchi deshi (bydlícími studenty). Poté, co Ueshiba zemřel, správce Morihiro Saito převzal odpovědnost za pořádání ceremonie každý měsíc 14. Tuto tradici udržuje aktuální 3. došu Moriteru Uešiba .
Každý rok 29. dubna (začátek japonského svátku Zlatého týdne ) pořádají kněží Oomoto na památku Uešiby každoroční festival svatyně „Aiki Jinja Rei Taisai“ (合気神社例大祭 „Velký festival svatyně Aiki“). smrt 26. dubna 1969. Za bývalého správce Morihira Saita se tato událost stala velmi velkým dnem pro malé město Iwama. Festival nadále přitahuje stovky cvičenců Aikido do malého dojo a svatyně pod vedením současného náčelníka Dojo Moriteru Uešiby .
Festival svatyně Aiki obvykle začíná „šubacu“ (šintoistický rituál), „taisai-shukuji“ (rituální blahopřání) a „ tamagushi -hoten“ (nabídka posvátných snítek) od rodiny Uešiba a zástupců ze světa aikido a místních společenství. Účastníci se poté zúčastní rituální modlitby a vzpomínkové bohoslužby, kterou nabízí rodina Uešiba a další hodnostáři. Speciální šintoistická modlitba zvaná „Amacu Norito“ se recituje předtím, než aktuální Dōshu pronese řeč a rituální ukázku Aikido nazývanou „hōnō embu“ (奉納演武) v haidenu svatyně.